# Horw
Horw je obec (malé město) ve švýcarském kantonu Lucern. Žije zde přibližně 14 tisíc obyvatel.

## Geografie

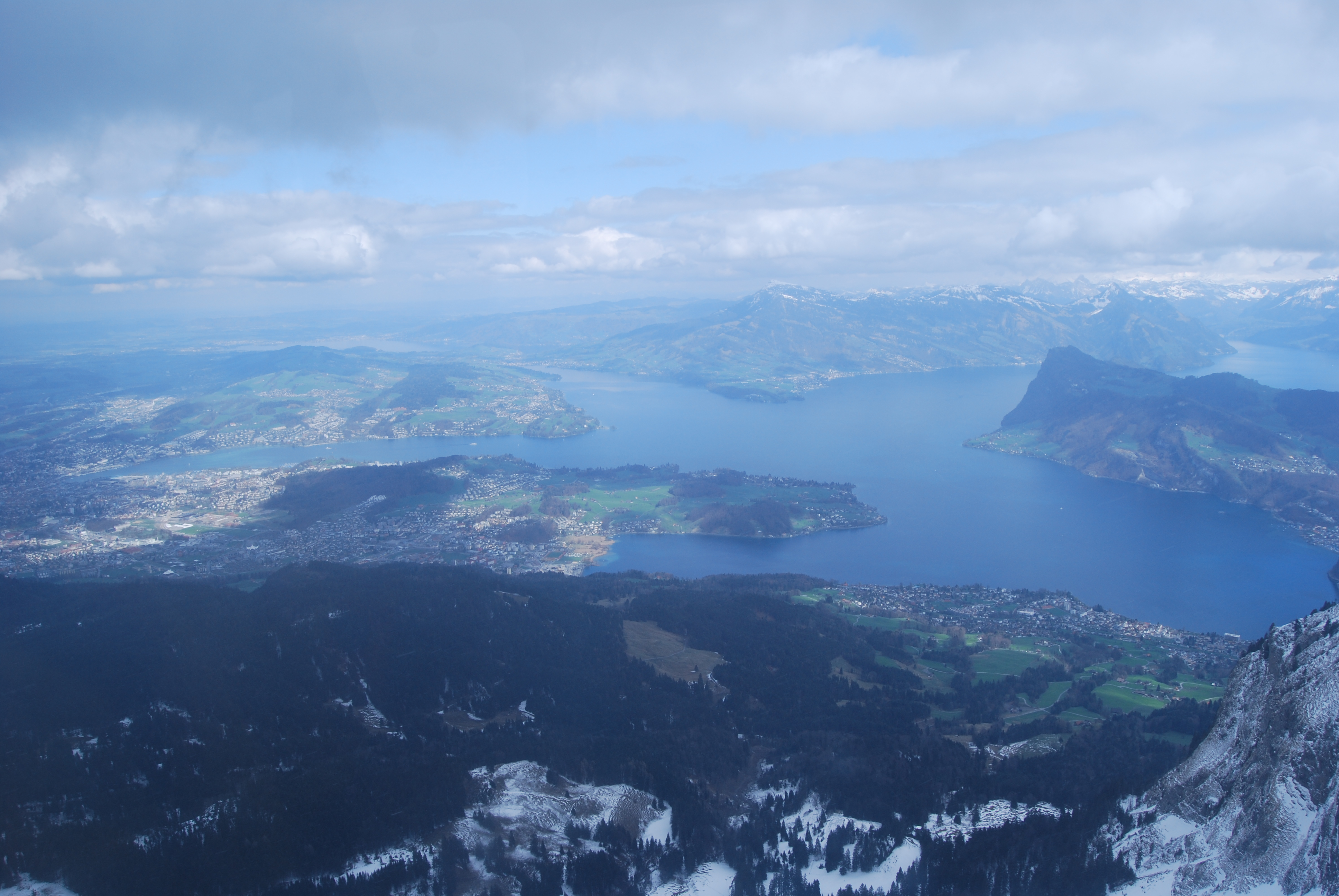
Pohled na obce Hergiswil, Horw a Lucern s Lucernským jezerem

Horw je jižní předměstí města Lucernu a leží u Lucernského jezera na úpatí hory Pilatus. Horw zahrnuje Bireggwald (vysoký les původně pojmenovaný podle bříz) na severovýchodě a poloostrov Horw na východě obce, stejně jako (lužní) oblast západně od nich a oblasti na svahu Pilatusu.
Bireggwald leží mezi obcí a jihovýchodními čtvrtěmi města Lucernu (včetně Matthofu a Hirtenhofu). Severozápadně od něj se nachází čtvrť Biregg, která politicky patří k Horw, ale rozrostla se společně s městem Lucern.
Poloostrov Horw je s výjimkou Dickiwaldu téměř úplně vykácen. Podél břehů Lucernského jezera se nacházejí četné osady. Největší jsou čtvrti St. Niklausen na východě a Kastanienbaum (s vilou Krämerstein) na jihovýchodě poloostrova. Ve Felmis/Halten, jižně od Bireggwaldu na severu poloostrova, byla v 21. století vybudována nová velká obytná čtvrť.
Obec Horw s částmi Waldegg, Althof a Rank se ve druhé polovině 20. století silně rozrostla a urbanizovala a protéká jí několik potoků. Jihovýchodně od obce, v severozápadním cípu poloostrova, se nachází čtvrť Winkel v Horwském zálivu. Winkel a západně od něj ležící čtvrť Ennethorw, která rovněž leží na Horwer Bucht, se rozrostly společně s obcí díky čilé stavební činnosti.
Ennethorw leží na úpatí Pilatushang. Ten je z velké části zalesněný a protékají jím četné potoky. Největšími jsou Steinibach, který protéká obcí Horw a v deltě v Horwském zálivu se vlévá do Lucernského jezera, a Wiedenbach, který se do jezera vlévá na západním břehu Horwského zálivu. Lesní oblast, která odděluje obce Horw a Hergiswil, se nazývá Haltiwald.
Nejnižším bodem obce je hladina Lucernského jezera ve výšce 434 m n. m. Nejvyšší bod obce se nachází mezi obcemi Krienseregg a Fräkmünt ve výšce 1281 m n. m. v pohoří Hochwald (nazývaném také Oberer Wald).
Rozloha obce přesahuje 12 km². Z toho je však pouze 1287 ha půdy. Třetina (32,4 %) z toho je využívána pro zemědělství. Přibližně čtvrtinu (24,1 %) tvoří osídlená plocha. Les Bireggwald a lesy na svahu hory Pilatus zaujímají 42,4 % rozlohy obce.
Horw sousedí na severu s Lucernem, na západě s Kriensem a na jihu s Hergiswilem (nazývaným také Hergiswil am See). Na jihu a východě tvoří přirozenou hranici obce Lucernské jezero.

## Historie

Letecký pohled (1964)

Historie osídlení oblasti obce Horw je podstatně delší, než je zaznamenáno v historických spisech. V obci byly nalezeny nálezy z pravěkých období (včetně doby kamenné a bronzové).
První písemná zmínka o obci pochází z roku 1231 (bona nostra apud Horwe sita, tedy „naše zboží ležící u Horw“). Horw je druhotný název osady, který má původ v názvu pole: starohornoněmecké horo, v dativu lokálu (ze) hor(o)we, znamená „bažina“ nebo „vřesoviště“. Obec byla součástí majetku dvorského kláštera v Lucernu. Poprvé je název v podobě Horwe zmiňován v roce 1231, kdy Walther von Hochdorf a jeho manželka Berta odkázali svůj majetek klášteru Hof. Farnost vznikla ve 12. nebo na počátku 13. století odtržením od Lucernu. V roce 1291 se novými pány stali Habsburkové. Po bitvě u Sempachu převzalo v roce 1395 vrchnostenskou jurisdikci město Lucern a v roce 1425 nižší jurisdikci. Horw byl povinen zaplatit velkou sumu peněz, protože se postavil proti městu Lucernu v selské válce v roce 1653. U Winkelu totiž došlo k bitvě mezi vzbouřenými sedláky a městskými vojsky.

Kriens a Horw (snímek z roku 1954)

Když Francouzi v roce 1798 dobývali Švýcarsko, byly zde ubytovány jednotky, jejichž úkolem bylo potlačit vzbouřené obyvatele Nidwaldenu. Až do tohoto roku byl Horw spravován jako součást hejtmanství Kriens. Do roku 1803 patřil k okresu Lucern, od té doby patří k soudnímu okresu Luzern. V letech 1844 a 1847 byla v Horw opět umístěna vojska.
Na rozdíl od většiny ostatních obcí v kantonu Lucern Horw na počátku 19. století své polnosti neprivatizoval. Převažovalo drobné zemědělství, kde pěstování zeleniny a polního ovoce doplňovalo chov dojnic a hospodářských zvířat. Sladkým kaštanům se dařilo nejen u jezera, ale i v obci Horw. Rybolov byl lénem kláštera v Hofu a od 15. století i obecního úřadu. Až do 19. století byly hlavním dopravním prostředkem vodní cesty; přívoz ve Winkelu (doložený od 14. století) zajišťoval spojení jezera s Unterwaldenem. Rozšíření silniční sítě a paroplavby (připojení poloostrova v roce 1875) vedlo k opuštění přívozu.
Místní papírna byla založena kolem roku 1637, kdy Niklaus Probstatt přenesl svůj podnik z okolí města do Horw (uzavřena v roce 1867). Průmyslové podniky vznikaly především od konce 19. století, po vybudování silnice Brünigstrasse (1859–1861) a dráhy Brünigbahn (1889). Kolem let 1871–1899 vznikla v bývalé papírně továrna na těstoviny a doutníky. S odvodněním polních ploch v letech 1917–1924 vznikly nové stavební pozemky. V roce 1903 byla postavena sklárna, v roce 1909 továrna na nábytek a v roce 1913 továrna na acetylen (zanikla 1923). Na dně údolí se usadilo několik velkých stavebních firem a další podniky. V roce 1955 byl otevřen první švýcarský dálniční úsek (dálnice A2) mezi Lucernem a Ennethorwem. Po druhé světové válce se Horw rozvinul v obytnou obec s velkým podílem dojíždějících. Do obce přišly vzdělávací a léčebné instituce nadregionálního významu. Od roku 1981 existuje v bývalé papírně kulturní centrum.

## Obyvatelstvo

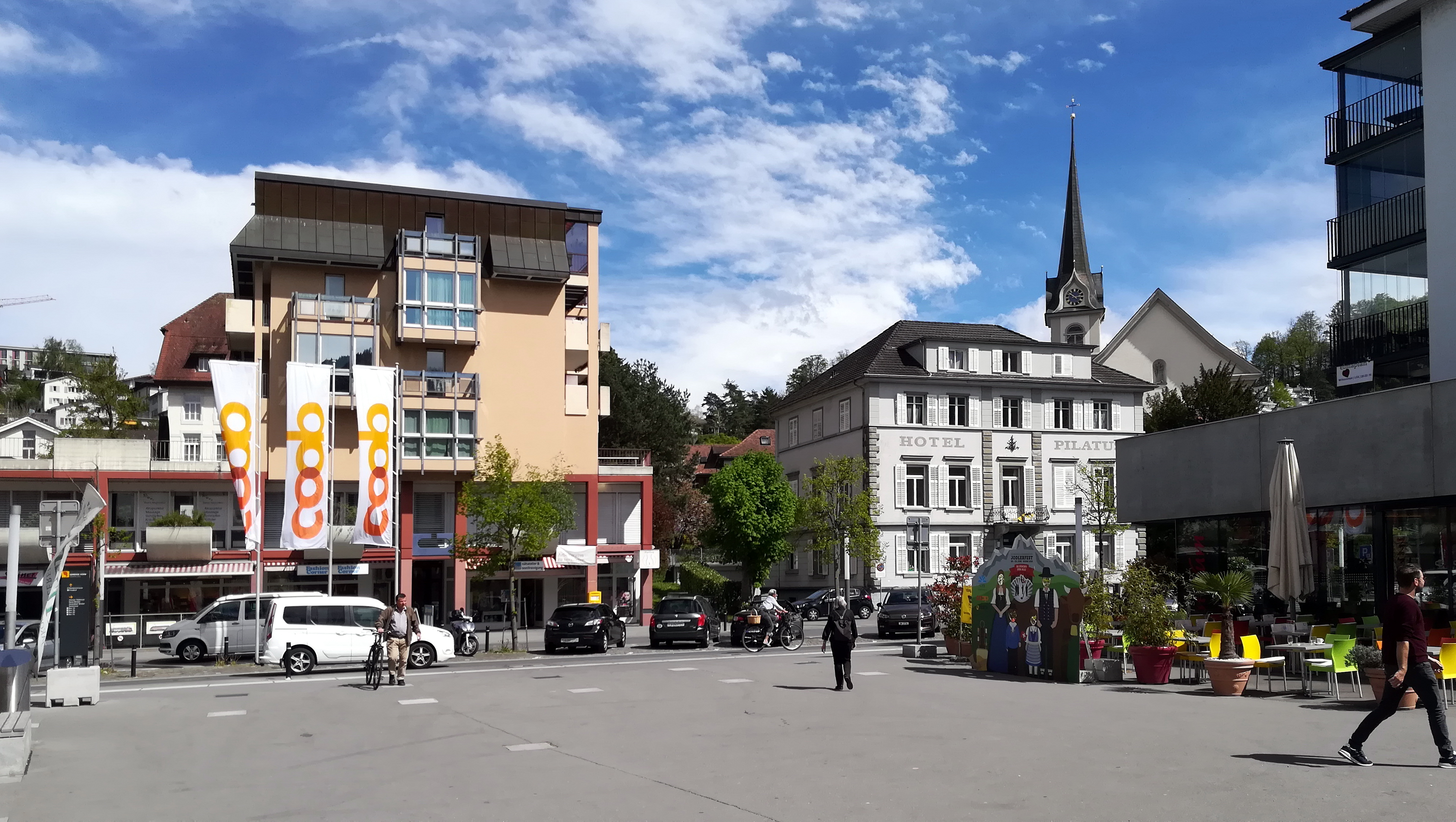
Centrum města

V letech 1798–1837 počet obyvatel rychle rostl (+52,9 %), poté až do roku 1860 mírně klesal. Další prudký růst následoval v letech 1880–1910 (+74,8 %). V následujícím desetiletí počet obyvatel stagnoval. Poté následoval nepřetržitý nárůst počtu obyvatel až do roku 1990, kdy byla krátce před rokem 1970 překročena hranice 10 000 obyvatel. Od té doby je Horw statisticky považován za město. V desetiletí 1980–1990 došlo k populačnímu stagnaci. Poté následovala další růstová fáze, která trvá dosud.
| Vývoj počtu obyvatel | Vývoj počtu obyvatel | Vývoj počtu obyvatel | Vývoj počtu obyvatel | Vývoj počtu obyvatel | Vývoj počtu obyvatel | Vývoj počtu obyvatel | Vývoj počtu obyvatel | Vývoj počtu obyvatel | Vývoj počtu obyvatel | Vývoj počtu obyvatel | Vývoj počtu obyvatel | Vývoj počtu obyvatel | Vývoj počtu obyvatel | Vývoj počtu obyvatel | Vývoj počtu obyvatel | Vývoj počtu obyvatel | Vývoj počtu obyvatel | Vývoj počtu obyvatel | Vývoj počtu obyvatel | Vývoj počtu obyvatel | Vývoj počtu obyvatel | Vývoj počtu obyvatel |
| -------------------- | -------------------- | -------------------- | -------------------- | -------------------- | -------------------- | -------------------- | -------------------- | -------------------- | -------------------- | -------------------- | -------------------- | -------------------- | -------------------- | -------------------- | -------------------- | -------------------- | -------------------- | -------------------- | -------------------- | -------------------- | -------------------- | -------------------- |
| Rok                  | 1798                 | 1816                 | 1837                 | 1850                 | 1860                 | 1870                 | 1880                 | 1888                 | 1900                 | 1910                 | 1920                 | 1930                 | 1941                 | 1950                 | 1960                 | 1970                 | 1980                 | 1990                 | 2000                 | 2010                 | 2015                 | 2019                 |
| Počet obyvatel       | 836                  | 1061                 | 1278                 | 1254                 | 1244                 | 1327                 | 1278                 | 1561                 | 1747                 | 2234                 | 2293                 | 2715                 | 3553                 | 4621                 | 7638                 | 10 632               | 11 629               | 11 782               | 12 648               | 13 444               | 13 788               | 14 243               |

Místní obyvatelé používají jako každodenní jazyk hornoalemanský dialekt němčiny. Při sčítání lidu v roce 2000 uvedlo 86,47 % obyvatel jako svůj hlavní jazyk němčinu, 2,32 % italštinu a 2,01 % srbochorvatštinu.

## Doprava

### Železniční doprava

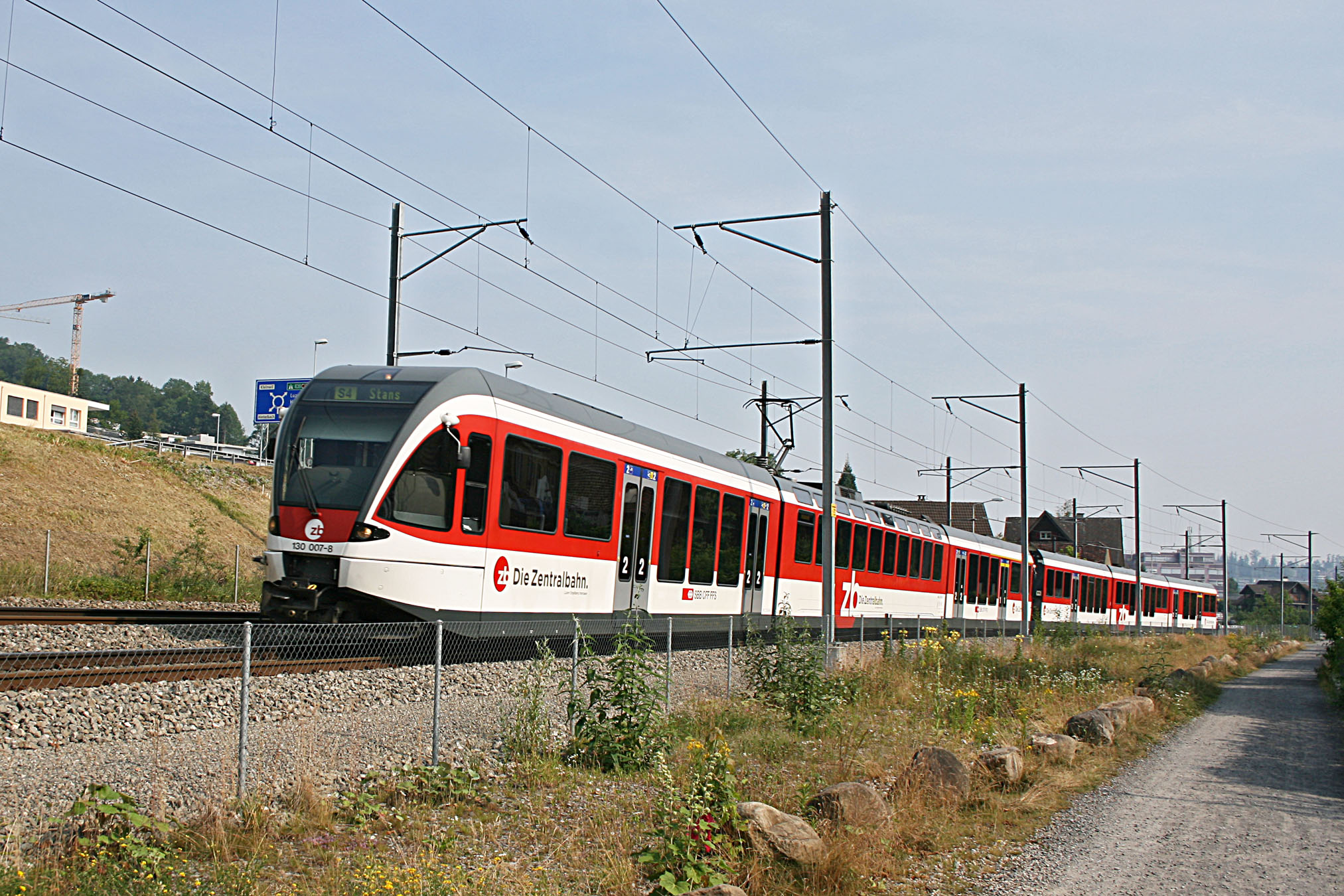
Vlak Zentralbahn v Ennethorw

Město se nachází na železniční trati Lucern–Interlaken (s linkou S-Bahn S5 Lucern–Giswil), lidově zvané Brünigbahn, a Lucern – Stans – Engelberg (s linkou S4 z Lucernu do Wolfenschiessenu a ve špičce také s linkou S41 Lucern–Horw) společnosti Zentralbahn a má zastávky S-Bahn Horw a (od prosince 2004) Kriens-Mattenhof, která se nachází na území obce Kriens nebo Lucern, ale obsluhuje také čtvrť Brändiquartier.

### Autobusová doprava

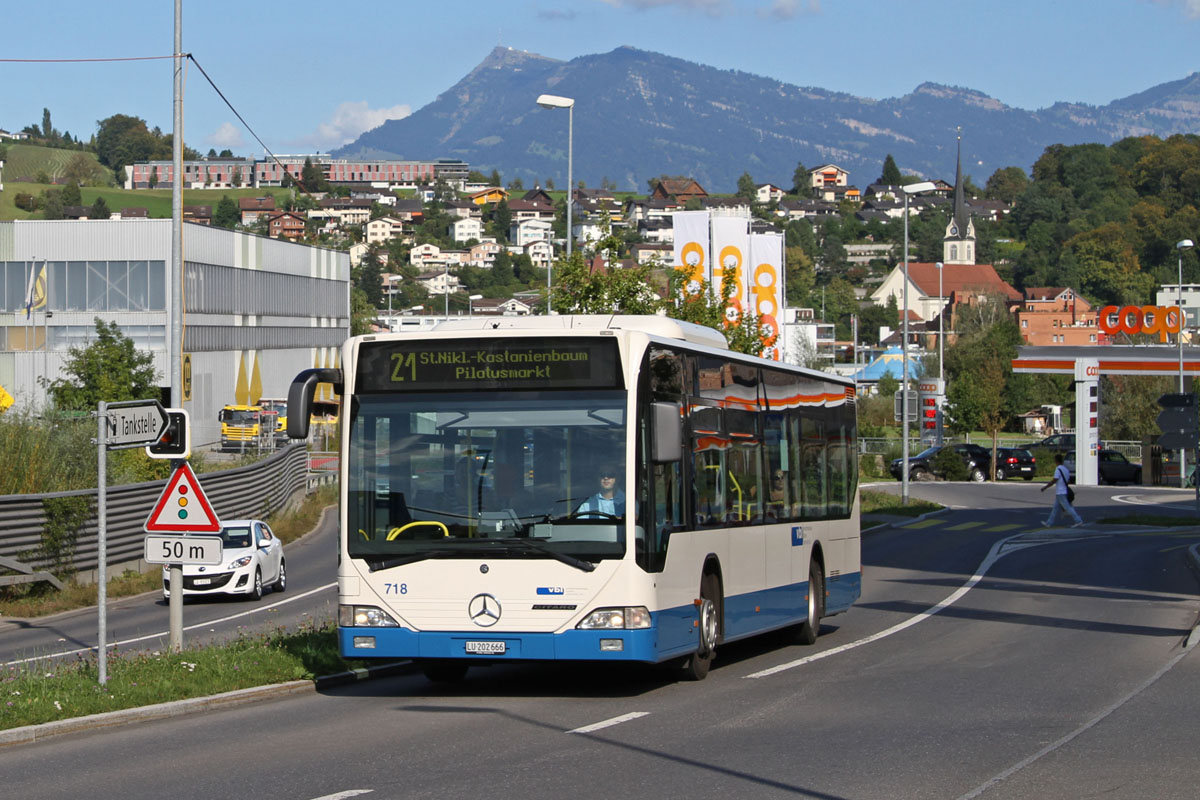
Autobus VBL linky 21 v Horw

Kromě železnice město obsluhují také autobusové linky. Čtvrť Biregg, která politicky patří k Horw, je obsluhována linkou 7 lucernských trolejbusů. Provozuje ji dopravní podnik Luzern (VBL) a jezdí z Biregghofu přes nádraží Lucern do čtvrti Wesemlin. Čtvrti na poloostrově Horw jsou napojeny na síť veřejné dopravy autobusovou linkou 21. Hlavní linkou je linka 20 k vlakovému nádraží Lucern. Dále jezdí autobusová linka 14 z centra Horw přes nákupní centrum Pilatusmarkt, průmyslovou zónu Kriens Schlund a podél východní hranice Kriensu do Lucernu a dále na kliniku svaté Anny v Lucernu a do lucernské čtvrti Würzenbach. Linka 16 spojuje Spitz a čtvrť Rainliquartier v Horw s centrem sousední obce Kriens přes centrum Horw, Pilatusmarkt, obchodní zónu Schlund a Kuonimatt.

### Silnice
Horw leží na hlavní silnici Lucern – Sarnen – Interlaken a Lucern – Stans – Engelberg (společný úsek až do Hergiswilu). Má dálniční sjezd Luzern-Horw v oblasti Schlund na dálnici A2. Pro některé čtvrti jsou důležité také dálniční sjezdy Luzern-Kriens a Luzern-Zentrum, obě rovněž na dálnici A2.

## Osobnosti
- DJ BoBo (* 1968), švýcarský DJ a popový hudebník, žije v místní části Kastanienbaum